# О’Куинн, Терри
Те́рри О’Куи́нн (англ. Terry O’Quinn; род. 15 июля 1952, Су-Сент-Мари, Мичиган) — американский актёр, наиболее известный по роли Джона Локка в телесериале «Остаться в живых», а также по роли Питера Уоттса в сериале «Тысячелетие». За роль в сериале «Остаться в живых» актёр был удостоен главной американской телевизионной премии «Эмми» в номинации «Лучший актёр второго плана в драме» (2007), а также премии «Screen Actors Guild Awards» в номинации «Лучший актёрский ансамбль» (2006), и премии «Сатурн» как «Лучший актёр второго плана» (ТВ) (2005).

## Биография
Терри О’Куинн родился в Су-Сент-Мари, штат Мичиган. Учился в Центральном мичиганском университете, а затем в университете штата Айова. Начал лысеть с 20 лет.
С детства Терри увлекался музыкой. В школе он играл в различных оркестрах на ударных, однако всегда мечтал научиться играть на гитаре. В девятом классе, поработав полгода на местной конюшне, О’Куинн накопил денег и купил себе хороший инструмент. По почте выписал самоучитель игры на гитаре и таким образом постиг азы. В студенческие годы О’Куинна часто можно было встретить в ресторанах и клубах Айова-сити в качестве певца и гитариста. Ходит легенда о том, что на одном из таких «концертов» Терри повстречал оказавшегося в Айове после выступления «Black Sabbath» Оззи Осборна. Тот как раз заканчивал работу в группе и планировал начать сольную карьеру. Впечатленный импровизациями и оригинальной гитарной техникой О’Куинна, Осборн предложил присоединиться к нему, но молодой человек ошарашил Оззи отказом.
Дебют О’Куинна в кино состоялся в 1970 году: он снялся в двух малобюджетных фильмах. В 1978 году 26-летний Терри переезжает в Лос-Анджелес и полностью посвящает себя актёрскому ремеслу. Именно тогда он решил добавить к своей фамилии «О’», чтобы его не путали с уже снимавшемся в то время актёром Терри Куином (англ. Terry Quinn).
В 1979 году О’Куинна утвердили на небольшую роль в фильме «Врата Рая». По сценарию его герою предстояло много ездить верхом и Терри пришлось брать уроки у девушки инструктора Лори, чьи родители владели лошадиной фермой. Между ними закрутился бурный роман, и в ноябре 1979 года они поженились. Вскоре у них родились два сына: Оливер и Хантер.
Известность пришла к Терри после психологически сложной роли серийного убийцы в драме «Отчим».
Терри О’Куинн дружит с продюсером «Секретных материалов» Крисом Картером и продюсером «Остаться в живых» Дж. Дж. Абрамсом. Владелец ирландского терьера по кличке Рэгги.

## Фильмография

### Полнометражные фильмы
| Год  |   | Русское название                       | Оригинальное название               | Роль                          |
| ---- | - | -------------------------------------- | ----------------------------------- | ----------------------------- |
| 1980 | ф | Врата рая                              | Heaven’s Gate                       | капитан Минарди               |
| 1981 | ф | Доктора                                | The Doctors                         | доктор Джерри Дэнси           |
| 1983 | ф | Все верные ходы                        | All the Right Moves                 | Фриман Смит                   |
| 1984 | ф | Места в сердце                         | Places in the Heart                 | Бадди Келси                   |
| 1985 | ф | Серебряная пуля                        | Silver Bullet                       | шериф Джо Хэллер              |
| 1985 | ф | Ранний мороз                           | An Early Frost                      | доктор Реддинг                |
| 1985 | ф | Шалопай                                | Mischief                            | Claude Harbrough              |
| 1986 | ф | Пикник в космосе                       | SpaceCamp                           | руководитель запуска          |
| 1986 | ф | Между двумя женщинами                  | Between Two Women                   | доктор Уоллас                 |
| 1987 | ф | Отчим                                  | The Stepfather                      | Джерри Блэйк                  |
| 1988 | ф | Молодые стрелки                        | Young Guns                          | Алекс МакСуин                 |
| 1989 | ф | Забытые                                | The Forgotten One                   | Боб Андерсон                  |
| 1989 | ф | Отчим 2                                | Stepfather 2                        | доктор Джин Клиффорд/отчим    |
| 1989 | ф | Слепая ярость                          | Blind Fury                          | Фрэнк Дэверо                  |
| 1990 | ф | Кровавая клятва                        | Prisoners of the Sun / Blood Oath   | Бэккет                        |
| 1991 | ф | Дело фирмы                             | Company Business                    | полковник Пирс Гриссом        |
| 1991 | ф | Ракетчик                               | The Rocketeer                       | Говард Хьюз                   |
| 1991 | ф | Сын утренней звезды                    | Son Of The Morning Star             | генерал Альфред Терри         |
| 1992 | ф | Разящий клинок                         | The Cutting Edge                    | Джек Мозли                    |
| 1992 | ф | Бешеная карта                          | Wild Card                           |                               |
| 1992 | ф | Мой самурай                            | My Samurai                          | Джеймс МакКри                 |
| 1992 | ф | Сумасшедший террор                     | Deliver Them From Evil: The Taking… |                               |
| 1992 | ф | Золотой лёд                            | The Cutting Edge                    | Джек Мосли / Jack Moseley     |
| 1993 | ф | Тумстоун: Легенда Дикого Запада        | Tombstone                           | майор Джон Клум               |
| 1993 | ф | Амитивилль 7: Новое поколение          | Amityville: A New Generation        | Детектив Кларк                |
| 1994 | ф | Не разговаривай с незнакомыми          | Don’t Talk To Strangers             |                               |
| 1994 | ф | Техно сапиенс                          | Techno Sapiens                      | доктор Коннорс                |
| 1996 | ф | Первобытный страх                      | Primal Fear                         | Бад Янси                      |
| 1998 | ф | Секретные материалы: Борьба за будущее | The X-Files                         | Дариус Мишо                   |
| 2000 | ф | Номинальная Х                          | Rated X                             | J.R. Mitchell                 |
| 2001 | ф | Американские герои                     | American Outlaws                    | Роллин Паркер                 |
| 2002 | ф | Легенда родного города                 | Hometown Legend                     | Бастер Шулер                  |
| 2003 | ф | Старая закалка                         | Old School                          | Голдберг (в титрах не указан) |
| 2003 | ф | Феномен 2                              | Phenomenon 2                        | сыщик                         |

### Телесериалы
| Год       |   | Русское название                    | Оригинальное название               | Роль                                      |
| --------- | - | ----------------------------------- | ----------------------------------- | ----------------------------------------- |
| 1984      | с | Полиция Майами                      | Miami Vice                          | адвокат Дик Кейн                          |
| 1985      | с | Сумеречная зона                     | The Twilight Zone                   | доктор Курт Локридж                       |
| 1987      | с | Детективное агентство «Лунный свет» | Moonlighting                        | Брайнт Уилборн                            |
| 1994      | с | Звёздный путь: Следующее поколение  | Star Trek: The Next Generation      | адмирал Эрик Прессман                     |
| 1994      | с | Байки из склепа                     | Tales from the Crypt                | Мартин Зеллэр, инспектор пожарной охраны. |
| 1995      | с | Секретные материалы                 | The X-Files                         | лейтенант Брайан Тиллман                  |
| 1995      | с | Земля 2                             | Earth 2                             | Рэйли                                     |
| 1995—2005 | с | Военно-юридическая служба           | JAG                                 | адмирал Томас Бун                         |
| 1996      | с | Диагноз: убийство                   | Diagnosis Murder                    | доктор Рональд Трент                      |
| 1996—1999 | с | Тысячелетие                         | Millennium                          | Питер Уоттс                               |
| 1999      | с | Жестокое царство                    | Harsh Realm                         | генерал Омар Сантьяго                     |
| 2001      | с | Город пришельцев                    | Roswell                             | Карл                                      |
| 2002      | с | Секретные материалы                 | The X-Files                         | человек-тень                              |
| 2002—2003 | с | Шпионка                             | Alias                               | Кендэлл                                   |
| 2003—2004 | с | Западное крыло                      | The West Wing                       | генерал Николас Александр                 |
| 2004—2010 | с | Остаться в живых                    | Lost                                | Джон Локк, Человек в чёрном               |
| 2004      | с | Морская полиция: Спецотдел          | NCIS                                | полковник Уилл Райан                      |
| 2011—2015 | с | Гавайи 5.0                          | Hawaii Five-0                       | лейтенант-коммандер Джо Уайт              |
| 2012—2013 | с | Рухнувшие небеса                    | Falling Skies                       | Артур Манчестер                           |
| 2012—2013 | с | Парк авеню, 666                     | 666 Park Ave                        | Гэвин Доран                               |
| 2014      | с | Преступные связи                    | Gang Related                        | Сэм Чапел                                 |
| 2015—2017 | с | Патриот                             | Patriot                             | Том Тавнер / Tom Tavner                   |
| 2017      | с | Секреты и ложь                      | Secrets & Lies                      | Джон Уорнер                               |
| 2017      | с | Чёрный список: Искупление           | The Blacklist: Redemption           | Говард Харгрейв                           |
| 2017      | с | Загадочные исчезновения             | Mysteries of the Missing            | В роли самого себя                        |
| 2018      | с | Касл-Рок                            | Castle Rock                         | Дэйл Лэйси                                |
| 2019      | с | Предприятие «Божий дар»             | Perpetual Grace, LTD                | Уэсли Уокер                               |
| 2021—2022 | с | Засланец из космоса                 | Resident Alien                      | Питер Бах                                 |
| 2022      | с | Части неё                           | Pieces of Her                       | Мартин Куэллер                            |
| 2024      | с | Ходячие мертвецы: Выжившие          | The Walking Dead: The Ones Who Live | Генерал-майор Бил                         |

## Награды и номинации
| Премия                                | Категория                                              | Год  | Фильм / Телесериал      | Итог      |
| ------------------------------------- | ------------------------------------------------------ | ---- | ----------------------- | --------- |
| «Независимый дух»                     | Лучшая мужская роль                                    | 1988 | Отчим (The Stepfather)  | Номинация |
| «Сатурн»                              | Лучший киноактёр                                       | 1988 | Отчим (The Stepfather)  | Номинация |
| «Сатурн»                              | Лучший телеактёр второго плана                         | 2005 | Остаться в живых (LOST) | Награда   |
| «Сатурн»                              | Лучший телеактёр второго плана                         | 2006 | Остаться в живых (LOST) | Номинация |
| «Сатурн»                              | Лучший телеактёр второго плана                         | 2008 | Остаться в живых (LOST) | Номинация |
| «Сатурн»                              | Лучший телеактёр второго плана                         | 2011 | Остаться в живых (LOST) | Номинация |
| «Эмми»                                | Лучший актёр второго плана в драматическом телесериале | 2005 | Остаться в живых (LOST) | Номинация |
| «Эмми»                                | Лучший актёр второго плана в драматическом телесериале | 2007 | Остаться в живых (LOST) | Награда   |
| «Эмми»                                | Лучший актёр второго плана в драматическом телесериале | 2010 | Остаться в живых (LOST) | Номинация |
| Премия Гильдии киноактёров США        | Лучший актёрский состав в драматическом сериале        | 2006 | Остаться в живых (LOST) | Награда   |
| Телевизионный фестиваль в Монте-Карло | Outstanding Actor — Drama Series                       | 2009 | Остаться в живых (LOST) | Номинация |
| Телевизионный фестиваль в Монте-Карло | Outstanding Actor — Drama Series                       | 2010 | Остаться в живых (LOST) | Номинация |
| Телевизионный фестиваль в Монте-Карло | Outstanding Actor — Drama Series                       | 2011 | Остаться в живых (LOST) | Номинация |
| Teen Choice Awards                    | Choice TV: Злодей                                      | 2010 | Остаться в живых (LOST) | Номинация |